# فلورنس جورجتی
فلورنس جورجتی (انگلیسی: Florence Giorgetti; ۱۵ فوریهٔ ۱۹۴۴ – ۳۱ اکتبر ۲۰۱۹) یک بازیگر اهل فرانسه بود.
از فیلم‌ها یا برنامه‌های تلویزیونی که وی در آنها نقش داشته‌است می‌توان به سورچرانی بزرگ و کولی اشاره کرد.